# Phanera
Phanera é um género botânico pertencente à família Fabaceae. O género foi descrito pela primeira vez em 1790 pelo botânico português João de Loureiro.

## Espécies
Estão descritas pelo menos 108 espécies no género Phanera, com apenas cinco aceites:
- Phanera aherniana (Perkins) de Wit
- Phanera flexuosa (Moric.) L.P. Queiroz
- Phanera foraminifera (Gagnep.) de Wit
- Phanera microstachya (Raddi) L.P. Queiroz
- Phanera outimouta (Aubl.) L.P. Queiroz